# Laxmipur (Salyan)
Laxmipur – gaun wikas samiti w zachodniej części Nepalu w strefie Rapti w dystrykcie Salyan. Według nepalskiego spisu powszechnego z 2011 roku liczył on 791 gospodarstw domowych i 4245 mieszkańców (2188 kobiet i 2057 mężczyzn).